# William Burnside
William Burnside (2 de julio de 1852 – 21 de agosto de 1927) fue un matemático inglés. Es conocido principalmente por su papel pionero en la teoría de grupos finitos.

## Biografía
Burnside nació en Londres en 1852. Estudió en la escuela de Christ's Hospital hasta 1871, cuando se incorporó a los Colleges de St. John y Pembroke de la Universidad de Cambridge, donde fue el Segundo Wrangler en 1875. Impartió clase en Cambridge durante los siguientes diez años, antes de ser nombrado profesor de matemáticas en la Real Escuela Naval de Greenwich. Aunque esta no era una de los centros principales de investigación matemática británica, Burnside siguió siendo un investigador muy activo, publicando más de 150 artículos en su carrera.
Sus primeros trabajos fueron en matemática aplicada y tuvieron la suficiente distinción para merecer su elección como miembro de la Royal Society en 1893, aunque son poco recordados hoy. Por la misma época, sus intereses cambiaron al estudio de grupos finitos, área pobremente estudiada en Gran Bretaña a finales del siglo XIX. 
Su gran aportación a la teoría de grupos fue en el subárea de representaciones de grupo, donde ayudó a desarrollar la teoría básica, a veces complementando a y a veces compitiendo con Ferdinand Georg Frobenius, que había empezado a trabajar en el campo en la misma década. Una de las aportaciones más famosas de Burnside  fue su teorema paqb, que prueba que cada grupo finito cuyo orden es divisible por menos de tres factores distintos es resoluble.
En 1897 Burnside publicó Teoría de Grupos de Orden Finito que se convirtió en un clásico del campo. La segunda edición (pub. 1911) fue por muchas décadas la obra estándar en el área. Una diferencia importante entre las ediciones fue la inclusión de la teoría de caracteres en la segunda versión.
Burnside es también recordado para la formulación del problema de Burnside, que se centra en la cuestión de la acotación del tamaño de un grupo si están acotados tanto el orden de todos sus elementos como el número de elementos necesarios para generarlo. Otro resultado particularmente conocido fue el lema de Burnside, una fórmula que relaciona el número de acciones de un grupo de permutación que actúa en un conjunto con el número de puntos fijos de cada de sus elementos, aunque este había sido descubierto previa e independientemente por Frobenius y Augustin Cauchy.
Recibió un doctorado honorario (D.sc.) por la Universidad de Dublín en junio de 1901.
Además de su trabajo matemático, Burnside era un reputado remero. Durante su periodo en Cambridge también entrenó al equipo de remo de la universidad. De hecho, su necrológica en The Times mostró más interés en su carrera atlética, llamándole "uno de los atletas más conocidos del Cambridge de su tiempo".
Está enterrado en la iglesia parroquial de West Wickham en el sur de Londres.

## Libros
- Theory of groups of finite order (2nd edición). Cambridge University Press. 1911; xxiv+512 p.
- Forsyth, A. R., ed. (1936). Theory of probability. Cambridge University Press; reprint of 1928 first edition, based on a manuscript almost completed by Burnside shortly before his death[6]
- Neumann, Peter M.; Mann, A. J. S.; Tompson, Julia C., eds. (2004). The collected papers of William Burnside. Volume 1: Commentary on Burnside's life and work; papers 1883–1899; Volume 2: Papers 1900–1926. Clarendon Press/Oxford University Press. ISBN 978-0-19-850585-3; 1584 pages in 2-volume set; Burnside, William (2004). Vol. 1 (as separate book). ISBN 978-0-19-850586-0; 788 pages in vol. 1. Burnside, William (2004). Vol. 2 (as separate book). ISBN 978-0-19-850587-7.

## Eponimia
- Teorema de Burnside
- Problema de Burnside
- Lema de Burnside
- Anillo de Burnside